# 石昆
株式会社石昆（いしこん）は 愛知県名古屋市東区に本社を置く日本の食品メーカーである。愛知のお土産である「うみぁーっ手羽」や「うなぎめし」などの発売元。地元ではお土産商品以外にも「あい昆布巻」や「やなぎばし」「姫吹雪」「こぶてん」などの昆布製品や佃煮・惣菜も取り扱う。
1918年5月（大正7年）に創業し1935年（昭和10年）、愛知県名古屋市中村区牧野町に、昆布専門加工工場として設立。
その後、1951年（昭和26年）に石川昆布有限会社を設立（法人組織化）、1973年（昭和48年）に株式会社石昆に社名変更し現在にいたる。

## 沿革
- 1918年（大正7年）：石川藤之助が創業
- 1935年（昭和10年）：石川忍が愛知県名古屋市中村区牧野町に専門加工工場を建設し操業開始
- 1940年（昭和15年）：第二次大戦物価統制の為、愛知県昆布卸商業協同組合の共同加工工場工場長（石川忍）となる
- 1945年（昭和20年）：加工工場戦災の為焼失。愛知県名古屋市中村区名駅南2丁目8-8に移転し営業再開
- 1951年（昭和26年）：石川昆布有限会社を設立（法人組織化）
- 1959年（昭和34年）：汐昆布『天禄』が賀陽宮様よりお褒めのお言葉と記念品を頂戴する
- 1965年（昭和40年）：愛知県海部郡美和町に美和工房を建設、操業開始
- 1973年（昭和48年）：「株式会社石昆」に社名変更
- 1974年（昭和49年）：愛知県名古屋市東区泉三丁目5番8号に本社ビル完成（現在：本社および平田町店）
- 1985年（昭和60年）：代表取締役社長に「石川光一」が就任
- 1986年（昭和61年）：愛知県名古屋市中村区名駅南2丁目8-8にビル完成（現在：柳橋本店）
- 1999年（平成11年）：美和工房は「優良施設愛知県知事賞」を受賞
- 2007年（平成19年）：「名古屋コーチン普及協会」正会員登録
- 2011年（平成23年）：「名古屋観光ブランド協会」「名古屋コンベンションビューロー正会員」加盟
- 2012年（平成24年）：「全国観光土産品連盟」「愛知県観光土産品協会」「愛知県公正取引協議会」「愛知県観光協会」加盟
- 2015年（平成27年）：「フード・アクション・ニッポン」推進パートナーに認定
- 2015年（平成27年）：代表取締役社長に「石川哲司」が就任
- 2016年（平成28年）：伊勢志摩サミット(第42回先進国首脳会議)開催「ロゴ・マーク使用権取得（2種）」

## 主な製品

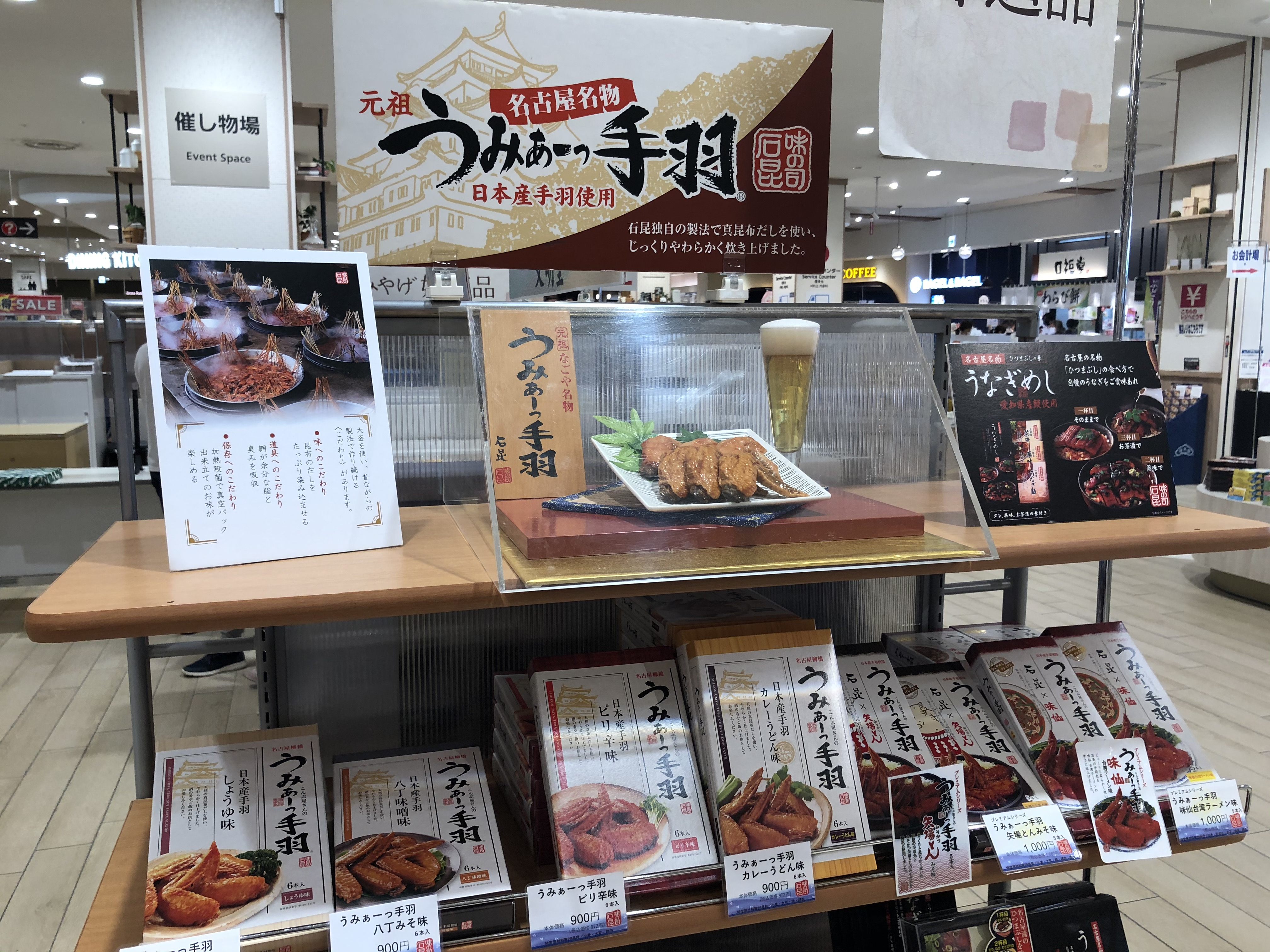
石昆の「うみぁーっ手羽」

- あい昆布巻
- うみぁーっ手羽
- うなぎめし
- 東海味めぐり
- こぶてん

## 直営店
- 平田町店 - 愛知県名古屋市東区泉3丁目5-8
- 美和工房店 -愛知県あま市乙之子元苗場57（工場内にある売店）